# Cap de la Costa de Treguany
El Cap de la Costa de Treguany és una muntanya de 796 metres que es troba al municipi de la Baronia de Rialb, a la comarca catalana de la Noguera.